# 성규범
성규범(sexual norm)은 개인적 또는 사회 규범을 의미할 수 있다. 대부분의 문화권에는 성적 취향에 관한 사회 규범이 있으며, 정상적인 성적 취향은 연령, 혈연 관계(예: 근친상간), 인종/민족(예: 인종간 관계) 및 사회적 역할 및 사회 경제적 지위를 충족하는 개인 간의 특정 성행위로만 구성된다고 정의한다.
대부분의 사회에서 '정상'(normal)이라는 용어는 행동의 범위 또는 스펙트럼을 나타낸다. 각 행위를 단순히 '허용 가능' 또는 '허용 불가'로 분류하는 것이 아니라, 많은 행위가 사람마다 '다소 허용'되는 것으로 간주되며, 그것이 얼마나 정상인지 또는 허용되는지에 대한 의견은 문화 자체도 그렇고 의견을 내는 개인에 따라 크게 달라진다. 성과학 연구를 통해 얻은 정보에 따르면, 대다수 일반 사람들의 성생활은 사적인 일상에 대한 대중의 믿음과 상당히 다른 경우가 많다.
비제한적인 성규범을 긍정적으로 생각하면 이를 '성적 자유', '성해방', '자유연애'라고 부를 수도 있다. 부정적으로 여겨진다면 '성적 방종'이나 '음탕함'으로 불릴 수도 있다. 제한적인 사회 규범을 부정적으로 판단하면 성적 억압이라고 한다. 제한적 규범이 긍정적으로 판단되면 순결을 장려하는 "성적 자제" 또는 "성적 품위"로 간주될 수 있으며, 대상 성에 대해 부정적인 용어(예: 성적 학대와 변태 성욕)가 사용된다.

## 같이 보기
- 재생산권
- 동성결혼
- 친섹스 여성주의